# Bass Masters Classic: Pro Edition
 (novembre 2018).
Si vous disposez d'ouvrages ou d'articles de référence ou si vous connaissez des sites web de qualité traitant du thème abordé ici, merci de compléter l'article en donnant les références utiles à sa vérifiabilité et en les liant à la section « Notes et références ».
Bass Masters Classic: Pro Edition est un jeu vidéo de pêche sorti en 1994 sur Mega Drive et Super Nintendo. 